# Stazione di Yoshinohara
La stazione di Yoshinohara (吉野原駅?, Yoshinohara-eki) è una fermata ferroviaria servita dal people mover linea Ina della città di Saitama, nella prefettura omonima e si trova nel distretto di Kita-ku. Il fabbricato si trova al centro di una zona residenziale.

## Storia
La stazione venne aperta il 22 dicembre 1983 in concomitanza con l'inaugurazione della linea Ina.

## Linee e servizi
Saitama New Urban Transit
● Linea Ina (New Shuttle)

## Struttura
La stazione è realizzata lungo il viadotto del Tōhoku Shinkansen e presenta la particolarità di avere un marciapiede con un singolo binario per senso di marcia per lato, con in mezzo i binari dei treni ad alta velocità.
| 1 | ■ Linea Ina (New Shuttle) | per Maruyama e Uchijuku |
| 2 | ■ Linea Ina (New Shuttle) | per Ōmiya               |

## Stazioni adiacenti
| «         | Servizio      | »         |
| Linea Ina | Linea Ina     | Linea Ina |
| --------- | ------------- | --------- |
| Konba     | Tutti i treni | Haraichi  |